# 食物熱量
食物熱量（英語：food energy），泛指食物經過消化，通過細胞的代謝，所能獲得的能量。單位以每公克焦耳或每公克卡路里方式表示。在實驗室中，將食物燃燒，去計算其燃燒所消耗的重量，與其加熱造成水的溫升做計算。以測出食物熱量。

## 相關
- 食物熱量表

## 外部連結
- FAO Food and Nutrition Paper 77: Food energy - methods of analysis and conversion factors （页面存档备份，存于）（英文）
- Is a calorie a calorie? （页面存档备份，存于）（英文）
- Calorie Counter with Nutritional Data (USDA National Nutrient Database for Standard Reference, Release 22 (2009)（英文）
- . （原始内容存档于22 Dec 2012）. Archive.today的存檔，存档日期2012-12-22（繁體中文）